# Нова-Маринга
Нова-Маринга (порт. Nova Maringá) — муниципалитет в Бразилии, входит в штат Мату-Гросу. Составная часть мезорегиона Север штата Мату-Гроссу. Входит в экономико-статистический микрорегион Аринус. Население составляет 4188 человек на 2006 год. Занимает площадь 11 512,471 км². Плотность населения — 0,4 чел./км².
4 и 5 ноября 2020 года здесь был зафиксирован абсолютный максимум температуры воздуха для Бразилии (+44,8 °C).

## Статистика
- Валовой внутренний продукт на 2003 год составляет 72 554 524,00 реалов (данные: Бразильский институт географии и статистики).
- Валовой внутренний продукт на душу населения на 2003 год составляет 17 787,33 реалов (данные: Бразильский институт географии и статистики).
- Индекс развития человеческого потенциала на 2000 год составляет 0,740 (данные: Программа развития ООН).